# Biblia de Ginebra (francesa)

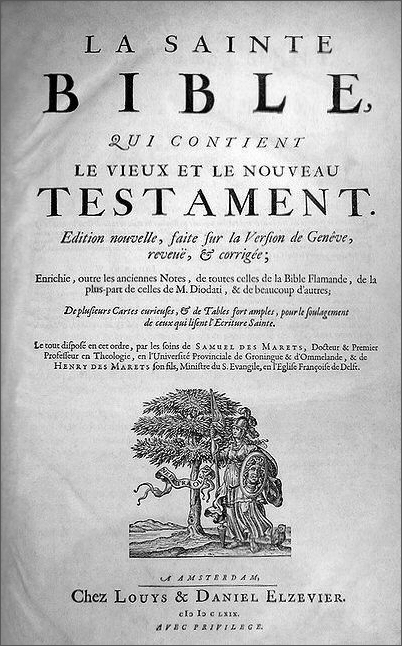
Portada en francés de la biblia de Ginebra

La Biblia de Ginebra es una edición protestante de la Biblia francesa, publicada por primera vez en 1560 por Juan Calvino en Ginebra. Esta es una edición separada de la Biblia de Ginebra. La traducción en inglés de la Biblia fue hecha en Ginebra por exiliados ingleses puritanos y se hizo circular los siglos XVI y XVII.

## Descripción
La Biblia de Ginebra es la versión de la Biblia usada por los primeros reformadores, especialmente Juan Calvino y Teodoro de Beza. Viene directamente de la traducción de Pierre Robert Olivétan, siendo esta, la base para esta Biblia.
En contraste con las traducciones actuales que utilizan los llamados manuscritos de "Minorías", esta versión se basa en el Textus Receptus ("texto recibido") establecido por Erasmo de Róterdam. El texto masorético en hebreo fue usado para el Antiguo Testamento y el griego para el Nuevo Testamento. Se completó con las notas y comentarios hechos en francés medio por los pastores de Ginebra, principalmente con los de Juan Calvino y Teodoro de Beza. La edición de 1599 de esta Biblia declaraba que la Iglesia Católica era la prostituta de Babilonia.
- Datos: Q856316
- Multimedia: French Geneva Bible / Q856316